# چوب‌پیمایان
چوب‌پیمایان (نام علمی: Orthonychidae) نام یک تیره از راسته گنجشک‌سانان است.
گونه‌ها:
- چوب‌پیمای پاپوآ (Orthonyx novaeguineae)
- چوب‌پیمای استرالیا (Orthonyx temminckii)
- Chowchilla (Orthonyx spaldingii)